# Horst Seefeld
Horst Seefeld (ur. 21 listopada 1930 w Berlinie, zm. 10 stycznia 2018 w Bretten) – niemiecki polityk, samorządowiec i działacz partyjny, parlamentarzysta krajowy, wieloletni poseł do Parlamentu Europejskiego i jego wiceprzewodniczący (1984–1989).

## Życiorys
Zdał egzamin maturalny. Kształcił się w zawodzie spedytora i pracował w nim do 1955 roku. W 1947 wstąpił do Socjaldemokratycznej Partii Niemiec. Działał w regionalnym zarządzie SJD „Falken” (grupy uczniowskiej SPD). We władzach federalnych młodzieżówki Jusos objął funkcje wiceprzewodniczącego i sekretarza, szefował też oddziałowi w Badenii-Wirtembergii. Od 1955 był organizatorem struktur SPD w Karlsruhe, a od 1968 do 1969 liderem partii w powiecie Bruchsal. Od 1955 do 1967 należał do różnych komitetów we władzach partii, a w latach 1967–1969 pozostawał sekretarzem prasowym federalnego ministerstwa transportu. W latach 1964–1969 należał do rady gminy Lengsdorf (dzielnica Bonn). Od 1976 do 1980 przewodniczył radzie Sieci Ruchu Europejskiego Niemcy, należał też do krajowych władz oddziału Unii Europejskich Federalistów.
Od 1969 do 1980 sprawował funkcję deputowanego Bundestagu trzech kadencji. Nieprzerwanie od 1970 zasiadał w Parlamencie Europejskim, w 1979 i 1984 uzyskiwał mandat europosła w wyborach bezpośrednich. W latach 1984–1989 był jego wiceprzewodniczącym. Przystąpił do grupy socjalistycznej, od 1979 do 1984 i od 1986 do 1989 należał do jej prezydium. Został przewodniczącym Komisji ds. Transportu (1979–1984), a także członkiem m.in. Komisji ds. Kwestii Politycznych oraz Komisji ds. Instytucjonalnych. Po odejściu z Europarlamentu przyznano mu honorowe członkostwo. Od 1989 do 2006 pracował jako doradca w różnych europejskich organizacjach zajmujących się kwestiami transportu, w tym IRU.
Był żonaty, miał dwoje dzieci. Zamieszkał w Bretten, gdzie zmarł w swoim domu. Został odznaczony m.in. Krzyżem Zasługi I Klasy Orderu Zasługi Republiki Federalnej Niemiec, odznaką Mérite Européen, a także kilkoma medalami niemieckich organizacji związkowych.